# WWWA World Championship
 (juillet 2024).
Le Championnat du Monde de la WWWA (également connu comme Championnat du Monde poids-lourds de la WWWA ou comme Championnat solo de la WWWA) est un ancien titre de catch mis en jeu dans la fédération féminine All Japan Women's Pro-Wrestling. Il a disparu en mars 2006.

## Historique
Le titre a connu 35 championnes différentes pour 60 règnes. Il a été laissé vacant six fois.
| N  | Catcheuse            | Règne | Date              | Défenses | Lieu                      | Notes: |
| -- | -------------------- | ----- | ----------------- | -------- | ------------------------- | --- |
| 1  | Mildred Burke        | 1     | 28 janvier 1937   | 670      | Los Angeles               | Remporte le titre en battant Clara Mortenson. |
| -  | Vacant               | -     | 1956              | -        | -                         | Titre laissé inactif après le départ à la retraite de Burke. |
| 2  | Marie Vagnone        | 1     | 16 août 1970      | 2        | Los Angeles               | En gagnant la finale d'un tournoi. |
| 3  | Aiko Kyō (ja)        | 1     | 15 octobre 1970   | 22       | Tokyo                     | |
| 4  | Jean Antone (en)     | 1     | 9 mars, 1972      | 0        | Odawara                   | |
| 5  | Aiko Kyō (ja)        | 2     | 15 mars 1972      | 3        | Nagoya                    | |
| 6  | Sandy Starr          | 1     | 26 avril 1972     | 1        | Osaka                     | |
| 7  | Aiko Kyō (ja)        | 3     | 24 mai 1972       | 0        | Fukuoka                   | |
| 8  | Sarah Lee            | 1     | 1er juillet, 1972 | 2        | Tokyo                     | |
| 9  | Miyoko Hoshino (ja)  | 1     | 26 juillet 1972   | 7        | Kasugabe                  | |
| 10 | Sandy Parker (en)    | 1     | 15 mai 1973       | 0        | Choshi                    | |
| 11 | Miyoko Hoshino (ja)  | 2     | 10 juillet 1973   | 4        | Kasama                    | |
| 12 | Jumbo Miyamoto (ja)  | 1     | 11 septembre 1973 | 1        | Tokyo                     | |
| 13 | Bambi Ball           | 1     | 2 mars 1974       | 1        | Kawasaki[réf. nécessaire] | |
|    | Vacant               | -     | Mars 1974         | -        | -                         | Laissé vacant à la suite de la blessure de Ball. |
| 14 | Jumbo Miyamoto (ja)  | 2     | 6 mars 1974       | 0        | Maehashi                  | En battant Jane O'Brien. |
| 15 | Jackie West (ja)     | 1     | 1er avril 1974    | 0        | Kōbe                      | |
| 16 | Jumbo Miyamoto (ja)  | 3     | 24 avril 1974     | 10       | Kumamoto                  | |
| 17 | Mach Fumiake (ja)    | 1     | 19 mars 1975      | 0        | Tokyo                     | |
| 18 | Jumbo Miyamoto (ja)  | 4     | 2 avril 1975      | 10       | Osaka                     | |
| 19 | Mariko Akagi (ja)    | 1     | 15 mars 1976      | 1        | Tokyo                     | |
| 20 | Jumbo Miyamoto (ja)  | 5     | 17 avril 1976     | 1        | Toyokawa                  | |
| 21 | Maki Ueda (ja)       | 1     | 8 juin 1976       | 1        | Tottori                   | |
| 22 | Mariko Akagi (ja)    | 2     | 30 novembre 1976  | 2        | Tokyo                     | |
| 23 | Maki Ueda (ja)       | 2     | 19 juillet 1977   | 0        | Tokyo                     | |
| 24 | Jackie Satō (ja)     | 1     | 1er novembre 1977 | 2        | Tokyo                     | |
| 25 | Monster Ripper       | 1     | 31 juillet 1979   | 0        | Tokyo                     | |
| 26 | Jackie Satō (ja)     | 2     | 13 septembre 1979 | 0        | Tokyo                     | |
| 27 | Monster Ripper       | 2     | 15 ùmars 1980     | 0        | Kawasaki                  | |
| -  | Vacant               | -     | 8 août 1980       | -        | -                         | Déclaré vacant après un match entre Ripper et Sato. |
| 28 | Jackie Satō (ja)     | 3     | 16 décembre 1980  | 0        | Tokyo                     | En battant Nancy Kumi. |
| 29 | Jaguar Yokota (en)   | 1     | 25 février 1981   | 7        | Yokohama                  | |
| 30 | La Galáctica (en)    | 1     | 7 mai 1983        | 0        | Kawasaki                  | |
| 31 | Jaguar Yokota (en)   | 2     | 1er juin 1983     | 4        | Ohmiya                    | |
| -  | Vacant               | -     | Décembre 1985     | -        | -                         | Laissé vacant après le départ à la retraite de Yokota. |
| 32 | Devil Masami (en)    | 1     | 12 décembre 1985  | 1        | Tokyo                     | En battant Dump Matsumoto (en). |
| 33 | Yukari Ōmori (ja)    | 1     | 23 août 1986      | 1        | Kawasaki                  | |
| 34 | Chigusa Nagayo (en)  | 1     | 20 octobre 1987   | 1        | Tokyo                     | |
| 35 | Lioness Asuka (en)   | 1     | 25 août 1988      | 0        | Kawasaki, Kanagawa        | Remporte le titre alors que Nagayo est blessée. |
| -  | Vacant               | -     | 25 août 1988      | -        | -                         | Asuka refusa le titre au moment où elle le remporta. |
| 36 | Lioness Asuka (en)   | 2     | 19 janvier 1989   | 2        | Tokyo                     | En battant Chigusa Nagayo. Son règne est reconnu en tant que règne de Championne Globale Unifiée après qu'elle a battu la représentante des États-Unis Madusa Miceli le 6 mai 1989. |
| -  | Vacant               | -     | 19 juillet 1989   | -        | -                         | Laissé vacant lors du départ à le retraite de Lioness Asuka. |
| 37 | Bull Nakano          | 1     | 4 janvier 1990    | 6        | Tokyo                     | En battant Mitsuko Nishiwaki lors de la finale d'un tournoi. |
| 38 | Aja Kong             | 1     | 26 novembre 1992  | 5        | Kawasaki                  | |
| 39 | Manami Toyota        | 1     | 26 mars 1995      | 1        | Yokohama                  | |
| 40 | Aja Kong             | 2     | 27 juin 1995      | 0        | Sapporo                   | |
| 41 | Dynamite Kansai (en) | 1     | 30 août 1995      | 1        | Osaka                     | |
| 42 | Manami Toyota        | 2     | 4 décembre 1995   | 3        | Tokyo                     | |
| 43 | Kyoko Inoue (en)     | 1     | 8 décembre 1996   | 3        | Tokyo                     | Unifie à ce titre le Championnat Féminin de la IWA et le Championnat All Pacific en battant Takako Inoue le 20 janvier 1997 à Tokyo.                                                |
| -  | Vacant               | -     | 11 mai 1997       | -        | -                         | Laissé volontairement vacant par Inoue après un match contre Kaoru Ito qui avait dépassé les 60 minutes réglementaires et avait donc été arrêté.                                    |
| 44 | Kyoko Inoue (en)     | 2     | 17 juin 1997      | 0        | Sapporo, Hokkaido         | En battant Kaoru Ito. |
| 45 | Yumiko Hotta (en)    | 1     | 20 août 1997      | 2        | Tokyo                     | |
| 46 | Shinobu Kandori (en) | 1     | 21 mars 1998      | 2        | Tokyo                     | |
| 47 | Yumiko Hotta (en)    | 2     | 10 mars 1999      | 0        | Tokyo                     | |
| 48 | Kyoko Inoue (en)     | 3     | 11 juillet 1999   | 1        | Tokyo                     | |
| 49 | Yumiko Hotta (en)    | 3     | 22 octobre 1999   | 1        | Fukuoka                   | |
| 50 | Manami Toyota        | 3     | 4 janvier 2000    | 2        | Tokyo                     | |
| 51 | Kaoru Ito (en)       | 1     | 17 septembre 2000 | 2        | Tokyo                     | |
| 52 | Manami Toyota        | 4     | 24 février 2002   | 0        | Yokohama                  | |
| 53 | Kaoru Ito (en)       | 2     | 26 juillet 2002   | 1        | Tokyo                     | |
| 54 | Momoe Nakanishi (en) | 1     | 20 octobre 2002   | 2        | Kawasaki                  | |
| 55 | Ayako Hamada         | 1     | 11 mai 2003       | 2        | Yokohama                  | |
| 56 | Amazing Kong         | 1     | 4 janvier 2004    | 0        | Tokyo                     | |
| 57 | Ayako Hamada         | 2     | 2 mai 2004        | 1        | Tokyo                     | |
| 58 | Nanae Takahashi (en) | 1     | 12 décembre 2004  | 0        | Kawasaki                  | |
| -  | Vacant               | -     | 29 décembre 2004  | -        | -                         | Laissé vacant après la blessure de Takahashi. |
| 59 | Kumiko Maekawa (ja)  | 1     | 3 janvier 2005    | 0        | Tokyo                     | En battant Ayako Hamada. Bien que la All Japan Women ferme ses portes en avril 2005, le titre reste officiel et Maekawa continue à le défendre.                                     |
| 60 | Nanae Takahashi (en) | 2     | 26 mars 2006      | 0        | Tokyo                     | C'était le dernier match de Maekawa avant sa retraite. |
| -  | Titre abandonné      | -     | 26 mars 2006      | -        | -                         | Takahashi abandonné définitivement le titre avec l'accord des anciens dirigeants de la 'All Japan Women.                                                                            |